# 月乃ルナ
月乃 ルナ（つきの ルナ、1995年10月1日 - ）は、日本のAV女優、歌手。東京都出身。NAXプロモーションに所属していた。

## 略歴
週刊プレイボーイなどの雑誌グラビアモデルを務めた。また写真集｢月の魔法｣も出版された。
2018年には音楽ユニット「JC + The Mechanics」（ジュラシック・カッパーフィールド・アンド・ザ・メカニックス）を発足しオリジナル楽曲を配信。以降はエイトマン所属となる。
2019年2月にAVデビュー。デビュー作『新人 月乃ルナ ～最上●が激似のアノ子が衝撃のAVデビュー～』をきっかけにブレイク。2021年前後にバンビプロモーションに移籍。
2021年8月発表「読者300人が選んだFLASH 2021セクシー女優ランキング」読者投票30位。同年8月、月刊FANZA発表「このAV女優がすごい!2021年夏」第6位。月刊FANZA発表「このAV女優がすごい!2021年冬」女優編第5位。
2022年は4月だけで13本の作品を発売。中でも『凄テクを我慢できれば生中だしSEX』が大評判とされた。2022年5月に発表されたアサヒ芸能「2022現役AV女優SEXY総選挙」で第24位。2022年6月27日週FANZA動画フロアランキングにおいて、2021年6月26日発売の出演作『ホイホイぱんち 12 素人ホイホイZ・個人撮影・マッチングアプリ・ハメ撮り・素人・SNS・裏アカ・顔射・美乳・清楚・美人・スレンダー・ほろ酔い・性欲が強い・ご奉仕SEX・性欲モンスター』が1位を記録。
2022年8月よりアタッカーズと本中の2社専属となる。
2023年8月、NAXプロモーションに移籍。同時期にX（旧Twitter）開始。
2024年3月、4月にSODクリエイトから発売予定であった『SNSで大炎上!? ファンにおっぱいを揉まれた金髪美人DJのセックス動画がヤバすぎて問題になっています。 月乃ルナ』が発売中止となった。SODは「諸般の事情により発売を中止することとなりました。」としている。女性自身によれば、今作は韓国のアーティストDJ SODAが2023年に出演した音楽フェスにおいて性被害に遭った騒動をパロディにしているとみられており、SNS上で批判の声があった。
2024年4月発売『アサヒ芸能』発表「2024現役AV女優セクシー総選挙」において総合27位となる。東京46位、大阪19位と関西圏での得票を伸ばした。
2024年4月16日、東京・三軒茶屋グレープフルーツムーンにて開催されたMilky Pop Generation主催のライブイベント『月で逢いましょう vol.91 ニューカマースペシャル』に出演。椎名林檎「本能」、B'z「今夜月の見える丘に」、BiSH「オーケストラ」のカバーを披露した。
ハーレーダビッドソン専門誌『VIBES』Vol.370（2024年8月号）で表紙を担当。
2025年2月10日週FANZA通販フロアランキングでは、出演した『MOODYZファン感謝祭 バコバコバスツアー2025 素人17名とAV女優17名の1泊2日大乱交 新世代AVオールスター覚醒！』が予約段階で初登場3位を記録。
同年5月8日、東京・三軒茶屋にあるライブハウス「グレープフルーツムーン」にてワンマンライブを開催。

## 人物
- 少女時代は人見知りで引きこもり[18]。その後女子高に進学。ファミレスでのバイト先で出会った先輩に交際を申し込まれるも断っていたが、ストーカー化[19]。根負けして交際し、約半年間かけ初体験を行った[18]。束縛が強いことから別れを切り出すと、再ストーカー化。その後の元彼もこの傾向にあったため、メンヘラ製造機の異名を持つ[19]。その後AVデビューまでは7人ほど交際した。
- AVに出演しようと思ったきっかけは、｢興味があったことと、色々なことに挑戦してみたかったので、やってみたから｣[20]。2024年のインタビューでは、偶然AV女優と仲良くなり、彼とセックスレスになったことを彼女に相談したことをきっかけに挙げている[13]。彼に相談すると、止められると思ったものの、やりたいことならやったほうがいいと受け止められ、面接、撮影と内心「私、ホントにAV撮りに行っちゃうよ～?」と思いながら進んだ[18]。1年の専属期間は媒体に露出せずミステリアスなキャラクターを作っていたが、企画単体後はイメージを固定せず、様々な役柄を演じる[18]。
- 憧れのAV女優は吉沢明歩[20]。
- 2019年前後は最上もが似を売りとしていたが、自身はファンであり、チェキを撮ってもらったこともある[20]。2021年には金髪を辞めており、陰のあるスレンダー清純派系女優として売り出している。かつてはハード作品に出ていたこともあり、「SEXはズボズボ挿入される受け身」とも評される[21]。
- アダルトメディア研究家の安田理央は2022年12月の記事で「芸能人激似というイメージから脱却し、『クールな表情でエロい』という独自路線を見事に確立した」と筆致した[22]。

## 作品

### アダルトビデオ
- 新人 月乃ルナ ～最上●が激似のアノ子が衝撃のAVデビュー～（2月16日、MAXING）
- 月乃ルナ×美脚パンストQUEEN（3月16日、MAXING）
- 変態マゾヒスト ボンテージ嬢 イラマチオ調教 月乃ルナ（4月16日、MAXING）
- デビューしたばかりの新人AV女優をスタジオ入り直後、腰を抜かすほどのピストンで即ハメSEX 月乃ルナ（5月16日、MAXING）
- 新妻ルナの炊事・洗濯・掃除とセックス 月乃ルナ（8月16日、MAXING）
- リアルガチドキュメント ハートがないと気持ちよくなれないもんね♡ 月乃ルナ（9月16日、MAXING）
- 愛してルナ♡ 月乃ルナ（10月16日、MAXING）
- Y●uTuberの彼女は一ヶ月で一万円生活を始めてみたがエロ過ぎて配信出来ない動画を次々と撮影してしまう 月乃ルナ（12月16日、MAXING）

- 月乃ルナと今すぐヤリたい! 4時間スペシャル（1月16日、MAXING）※単体ベスト
- 月乃ルナと今すぐヤリたい! 4時間スペシャルVol.2（3月16日、MAXING）※単体ベスト
- おしゃべりは得意じゃないけど、脱いだらエロいって褒められます。（5月13日、S-Cute）
- 淫語女子アナ22 月乃ルナSP（8月13日、ROCKET）
- THE ドキュメント 本能丸出しでする絶頂SEX スラリ美脚ムッチリ美尻の清楚な美人妻淫乱覚醒悶絶狂い 月乃ルナ（11月1日、美人魔女）
- 狂気拷問研究所 Madness of the beautiful queen 悶絶女王様淫覚狂乱狂鳴曲 月乃ルナ（12/25、AVScollector's）

- 射精っても止めないチンシャブ中毒女 月乃ルナ（1月29日、ワープエンタテインメント）
- 濡れてテカってピッタリ密着 神競泳水着 月乃ルナ（2月11日、親父の個撮）
- ご主人様の濡れだく猥褻従順ペット ルナ 月乃ルナ（2月13日、AVScollector's）
- パンツごしのフェラチオ～焦らされて高まる早漏男子向けのフェチな刺激～（2月25日、SEX Agent）
- 深夜の社内で残業中の人妻女上司と2人きり! 向かいの席からパンチラしてくるいたずらな美脚上司の誘惑に乗ったら何度もサービス射精させられた。 月乃ルナ（3月1日、LUNATICS）
- 深夜2人きりの終電車両 ほろ酔いOLにパンチラ盗撮がバレていた! しかし見せつけ誘惑してくるので勃起チ○ポ出してみたらハメれた（3月3日、MOODYZ）
- 鉄板! 初降臨! 新生降臨絶倫美女1ヶ月の禁欲で溜まりに溜まった性欲が爆発 舌上で男のザーメンを堪能するドスケベ女11発射（3月19日、TEPPAN）
- 最高尻×最高乳首 ～ご奉仕型M女の乳首責めスパイダー騎乗位で中出しおねだり～ 月乃ルナ（3月25日、SEX Agent/妄想族）
- 1日限定かけおちデート 月乃ルナ（3月25日、本中）
- 「店長、今日は帰らせないから…」時短営業逆NTR 閉店後、妻に隠れて密になる2人。子宮に擦り付けイキ狂う腰使いに何度も何度も中出ししてしまった僕… 月乃ルナ（4月1日、MOODYZ）[21]
- 絶倫タダマンビッチ キンタマ空っぽでもまたがってくる追撃性交 月乃ルナ（4月1日、ワンズファクトリー）
- 終電を逃した普段おとなしいバイト二人を家に泊めてあげたら積極的にセックスを求めてきて何度も何度も精子を搾り取られた 月乃ルナ あべみかこ（4月13日、MOODYZ）
- 新発掘! 色白可愛美貌は圧倒的! 肉欲に溺れ闇男に激しくカラダを許す禁断不倫 月乃ルナ（4月19日、ABC/妄想族）
- 神メガネOL 月乃ルナ 眼鏡OLスーツの美脚を包んだ包んだ生ナマしいパンストを完全着衣でムレた足裏からつま先を味わい尽くす! 時には顔騎や足コキ、時にはお尻にコスってぶっかけとやりたい放題! 発情させられた女の変態調教絶頂プレイを楽しむフェチAV（4月22日、親父の個撮）
- 大嫌いな上司と相部屋 華奢なカラダを弄ぶ粘着性交 月乃ルナ（4月30日、ワープエンタテインメント）
- 7年の刑期を終えた巨漢レ×プ魔に侵入された華奢スレンダーOLがトラウマ種付けプレスで犯●れ続けた3日間 月乃ルナ（5月1日、MOODYZ）
- 彼女の妹（地味・人見知り・セックス興味無し）をキメセクにどっぷり溺れさせて絶頂しまくり中出し肉便器に仕上げた 月乃ルナ（5月1日、ワンズファクトリー）
- タダマンFile05ルナ24歳 モデルをしている美人セフレに精飲と中出ししまくった記録（5月7日、ティーチャー/妄想族）
- はじめて彼女ができたので幼なじみとSEXや中出しの練習をする事にした　月乃ルナ（6月1日、MOODYZ）
- AV女優のまねーじゃーさんの… イッてみようヤってみよう実はずっと悩んでた… SEXやーったやったたで・き・た! 月乃ルナ（ABC/妄想族）
- REQUEST 微乳美女 月乃ルナ（6月19日、MAXING）※単体ベスト
- セフレ関係の彼女の親友が耳元でこっそり囁き淫語で1泊2日の旅行中もチ●ポがおかしくなるまで何度も中出しを誘惑 月乃ルナ（6月25日、本中）
- 挑発パンチラ絶対誘惑ハーレムオフィス 月乃ルナ 森日向子 木下ひまり 八乃つばさ（7月1日、MARRION）
- ホイホイぱんち 12 素人ホイホイZ・個人撮影・マッチングアプリ・ハメ撮り・素人・SNS・裏アカ・顔射・美乳・清楚・美人・スレンダー・ほろ酔い・性欲が強い・ご奉仕SEX・性欲モンスター（7月1日発売、6月26日配信開始、素人ホイホイ/妄想族）
- セフレちゃん ルナ 合えば絶対ヤラせてくれる女　月乃ルナ（7月7日、ティーチャー/妄想族）
- 同窓会の3次会で失禁お漏らしした憧れの美尻マドンナの弱みにつけこみ都合の良い人妻いいなりペットにした。月乃ルナ（8月1日、LUNATICS）
- 最高の愛人と、昼顔レズビアン性交。るな(28歳)とかんな(34歳)編　月乃ルナ 平井栞奈（8月1日、ビビアン）
- 俺専用パンチラドール ルナ　月乃ルナ（8月12日、フェチ眼）
- 私、実は夫の上司に犯され続けています…　月乃ルナ（8月13日、溜池ゴロー）
- 見た目は清楚だけど実はビッチ 先生を痴女って誘惑、ラブホで中出しセックス 月乃ルナ（9月7日、BeFree）
- 会社飲みで終電逃してオンナ上司の家にお泊まりしたら早漏なのがバレて金曜の夜から月曜の朝まで強制射精させられたボク 月乃ルナ（9月7日、ワンズファクトリー）
- 妻と倦怠期の僕は部下のリモート誘惑に負けて愛人沼で巣ごもりSEXに溺れていく…不倫在宅ワーク逆NTR 月乃ルナ（9月7日、MOODYZ）
- 濡れてテカってピッタリ密着神スク水 月乃ルナ  可愛い女子のスクール水着姿をじっとりと堪能! 着替え盗撮から始まり貧乳から巨乳にパイパン、ハミ毛、ジョリワキ等のフェチ接写やローションソーププレイやスク水ぶっかけ等を完全着衣で楽しむAV（9月9日、親父の個撮）
- エッチなお姉さんが痴女ってくる中出しOK回春アジアンメンズエステ 月乃ルナ（9月28日、痴女ヘブン）[23]
- 患者が童貞（ガキ）だと分かったら、どこでも喰（ヤ）りまくるナースビッチルナちゃん 月乃ルナ（9月28日、ROYAL）[23]
- 昏酔レイプされた転校生 月乃ルナ（10月5日、MOODYZ）
- 彼女の小悪魔すぎる妹にアナル開発されてこっそりメスイキしたボク 月乃ルナ（10月5日、MOODYZ）
- 「奥さんはこんなしゃぶり方してくれないでしょ?」 チンしゃぶ大好き後輩のこねくり追撃お掃除で何度も何度も射精させられた僕 浮気フェラ逆NTR 月乃ルナ（10月5日、ワンズファクトリー）
- 聖水ハーレム 美少女4人におしっこビチャビチャかけられ何度も射精させられたい! 月乃ルナ 百瀬あすか 永瀬ゆい 皆月ひかる（10月19日、MOODYZ）
- ピンサロ行くほどフェラ好きなの…？キミ（彼氏）が2度と風俗行けないように10回転分のすっごいフェラでヌキまくってヤルからな! 月乃ルナ（10月19日、MOODYZ）
- 先輩、今日はどんなふうにイキたいですか…?」地味な後輩女子社員に異常に愛されたあの日から貪り尽くされ、中出しされまくっているオレ。 月乃ルナ（10月19日、PREMIUM）
- 10年ぶりに再会した姪っ子がエロカワギャルになってボクを誘惑! 追撃中出し騎乗位でイカされまくった。 月乃ルナ（11月2日、BeFree）
- 立場逆転!【寝取りしっぺ返し】性欲モンスターの既婚男に手を出し「もうイッてるのにぃ…!」状態でギブアップ後もイカされ続けた私… 月乃ルナ（11月2日、MOODYZ）
- 体についた彼女の匂い、私が上書きしてあげる ベロキスされてフェラされて、唾液で全身溶けそうな彼女の親友との週末沼セックス 月乃ルナ（11月16日、PREMIUM）
- 風俗の100倍キモチいい!! ドスケベ淫語で我慢汁ドッバドバ ムチプリ美尻でアホほど抜いてくれるギャル痴女メンズエステ 月乃ルナ（11月16日、MOODYZ）
- AVの音が毎日うるさいとクレームに来た両隣の人妻たちに「お前らのオナ声もうるせぇ」と苦情返し! 壁が薄いことに気づいていなかった欲求不満妻たちと近隣トラブルNTR 堀北わん 月乃ルナ（11月16日、溜池ゴロー）
- 世界にひろげよう! なかだしの輪! AV女優口説いて中出ししちゃいました! Vol.4 ～月乃ルナ～（11月16日、さんじのおかず）
- 俺専用中出し放題 都合の良い肉オナホ 義父にDV虐●されている家出願望女子とネットで出会って自宅に連れ込んだ話-。 月乃ルナ（11月23日、本中）
- 月乃ルナの時間よ止まれ! 病院編（11月25日、ROCKET）
- バイト先の大嫌いなセクハラ店長に性処理をさせられています。 月乃ルナ（12月7日、アタッカーズ）
- 美尻レズペット志願の女～舌を絡ませ乱れ合う2人だけの空間～ 月乃ルナ 青井いちご（12月14日、ビビアン）
- 寝取られた彼女が忘れられず繰り返し金を払ってヤらせてもらい、会えなくなってもアイツでシコり続けている 月乃ルナ（12月14日、ダスッ!）
- 学生時代のセクハラ教師とデリヘルで偶然の再会―。その日から言いなり性処理ペットにさせられて…。 月乃ルナ（12月14日、マドンナ）
- 大嫌いな義父から貞操を守って10年…フェラばかり上達してしまった私… 月乃ルナ（12月21日、MOODYZ）
- 筆下ろしを頼んできた夫の弟が絶倫モンスター! 義姉さんがイってるのに気づかず、抜かずの孕ませ暴走NTR 月乃ルナ（12月21日、溜池ゴロー）
- 気高き潜入捜査官 媚薬アクメ中出しと高潔な使命感のせめぎ合いの果てに… 月乃ルナ（12月21日、PREMIUM）
- 本当に気持ちのいいSEX 月乃ルナ（12月23日、Materiall）

- 僕を助けてくれる幼なじみがいじめっこに犯●れているのを見て勃起した 月乃ルナ（1月4日、MOODYZ）
- 魔性の淫語を囁きながらアダルトな接吻を施す官能的なシチュエーション 月乃ルナ（1月11日、REAL）
- 女教師NTR 学年主任の妻が教頭先生と修学旅行の下見へ行ったきり… 月乃ルナ（1月18日、溜池ゴロー）
- 帰省先の田舎はヤルことない… 人妻となっていた幼馴染の誘惑に負け発情ゲス不倫 身動きを奪われ貪りナマ交尾され続けた3日間 月乃ルナ（1月18日、MOODYZ）
- 後輩の彼女NTR ある日、ネットで発見してしまったのは俺の大嫌いな地元の先輩に何度も何度も中出しされてイカされまくる彼女の動画だった… 月乃ルナ（1月25日、本中）
- ち○ぽが壊れる5秒前! 手加減をしない責めるフルコース痴女SEX3 月乃ルナ（1月25日、セレブの友）
- ガテン系絶倫オヤジの媚薬肉弾ピストンでレ×プ潮吹きアクメ 月乃ルナ（2月1日、ワンズファクトリー）
- つまらない日常をぶち壊す小悪魔ロックな少女に犯●れたい!! イケてないキミの乳首もっともっとビンカンに改造してアゲル 月乃ルナ（2月1日、MOODYZ）
- 隣人のゴミ部屋で異臭中年おやじに抜かずの連撃中出し50発で孕まされた制服女子の末路… 月乃ルナ（2月1日、kawaii*）
- 隣人に俺の彼女が寝取られて。 「馬鹿にされた清掃員の逆襲レ●プ」 月乃ルナ（2月8日、ダスッ!）
- 本番なしのマットヘルスに行って出てきたのは隣家の高慢な美人妻。弱みを握った僕は本番も中出しも強要! 店外でも言いなりの性奴●にした 月乃ルナ（2月15日、溜池ゴロー）
- 夫の不在中に大嫌いな義父に人生で一番イカされ続けたワタシは… 月乃ルナ（2月15日、PREMIUM）
- 唾液まみれで全身ベチョ舐めしてくる彼女のお姉さんの ベロキス誘惑に溺れてしまった僕 月乃ルナ（3月1日、ワンズファクトリー）
- タイトスカート聖水お姉さんに痴女られ続けちゃったボク… 月乃ルナ（3月1日、MOODYZ）
- セックスのプロにハマッた男の人生崩壊ドラマ マンション隣人はAV女優月乃ルナ 想像を絶する圧倒的なセックス ボクは狂わされ完堕ち…彼女は静かに微笑う…（3月8日、Million）
- 彼氏と喧嘩した後を狙って傷心した隣人お姉さんの愚痴を聞いたら何度も何度も中出しできた。彼氏持ち隣人NTR 月乃ルナ（3月15日、本中）
- ヤリマンと問題視されている親戚の娘をシツケの為にウチで預かったら 小悪魔パンチラ誘惑に我慢できずに悩乱チ●ポが暴走ピストン! 月乃ルナ（3月15日、MOODYZ）
- 月乃ルナ 全部中出し8時間BEST 全16本番23発射（3月22日、本中）※単体ベスト
- ショートカット教え子トリオのアナル見せつけパンズラ誘惑に負けた僕（先生）は尻穴ベロベロ舐めながら勃起を繰り返すバカチ●ポを抜かれまくった。（4月5日、kawaii*）
- 下着姿でうろつく美尻お姉さんたちが毎日ボクの精子を搾り尽くすTバック痴女シェアハウス逆5P生活 藤森里穂 月乃ルナ 篠田ゆう 夏希まろん（4月5日、MOODYZ）
- 「キミだけに見て欲しいの…」勝負下着姿を見られたあの日から、妹の絶倫彼氏とこっそり何度も中出しセックスをしているワタシ…。 月乃ルナ（4月5日、PREMIUM）
- ドラッグストアで働く可愛い店員が気持ち悪いオヤジ店長の絶倫セックスに完堕ちしていた。 月乃ルナ（4月5日、アタッカーズ）[24]
- まだ大好きな元カノが買いに来たビッグサイズコンドームの相手が俺の親友だったのを知って鬱勃起 月乃ルナ（4月5日、MOODYZ）[24]
- 月乃ルナの凄テクを我慢できれば生★中出しSEX!（4月5日、ワンズファクトリー）[8][24]
- 彼女のお姉さんに「好き」と言われるたびに暴発射精しちゃう僕は超早漏パブロフ犬 月乃ルナ（4月12日、ROOKIE）
- 全部クチだけで何度もイカせてあげる…開始2分で玄関射精 即尺フェラデリヘル（4月12日、BAZOOKA）
- 妻の残業NTR わたし、旦那に嘘をついて残業しています…。 月乃ルナ（4月19日、溜池ゴロー）
- 助けを求めたいじめっ子同級生のお姉ちゃんに来る日も来る日も杭打ちPtoMでチ○ポが痛くなるまで小悪魔逆レ×プされた僕。 月乃ルナ（4月19日、MOODYZ）
- サークルの女先輩2人と始発まで5時間 何度も何度も中出しで交わる。 星奈あい 月乃ルナ（4月19日、PREMIUM）
- 月乃ルナの男女入れ替わり 青春編（4月21日、ROCKET）[24]
- トモ堕ちNTR 隣の幼馴染バイセク女子に最愛の彼女を寝取られた僕が一緒にメスイキ堕ちさせられた話。 月乃ルナ（5月3日、MOODYZ）
- REQUEST 微乳美女 月乃ルナ Vol.2（5月16日、MAXING）※単体ベスト
- 欲求不満すぎて射精しても終わらせてくれない絶倫人妻たちとW隠し子づくり中出し不倫温泉旅行 月乃ルナ 藤森里穂（5月17日、溜池ゴロー）
- 地味メガネお姉さんに挟み撃ち囁き淫語で犯されながら、デカ尻揺らす騎乗位で中出しさせられた僕。 月乃ルナ 黒川すみれ（5月24日、痴女ヘブン）
- 悪質クレーマー親父に謝罪失禁しながら何度も中出しされたワタシ… 月乃ルナ（6月21日、PREMIUM）
- 夫がいない間の里帰り。偶然出会った幼馴染と背徳の中で濃厚接吻を繰り返し、イッているのに腰を振り続けた2泊3日不倫（6月21日、溜池ゴロー）
- 社内研修相部屋NTR 童貞陰キャ男とプライド高い絶倫彼女が化学反応を起こし吐き気がするほど貪りあい中出ししまくった3日間（7月5日、kawaii*）
- オフパコオヤジの中出し個人撮影会。（7月5日、アタッカーズ）
- 挨拶もしてくれない無口で地味なお隣さんは僕のチ○ポを身勝手に求めて精子をこってり搾り取るんです。（8月2日、アタッカーズ）
- 男を病みつきにさせる魔性の色気 月乃ルナ8時間BEST（8月2日、ワンズファクトリー）※単体ベスト
- 電撃専属 見つめ合ってイキ顔を見せ合うイクイク濃密中出し3本番スペシャル（8月16日、本中）
- 月乃ルナ 8時間BEST（8月16日、溜池ゴロー）※単体ベスト
- 10年前にレイプした女の事が忘れられず、出所後、俺は再びあの女をレイプする事にした。（9月6日、アタッカーズ）
- ガチ惚れ! 月乃ルナ スーパーBEST20タイトル8時間（9月13日、ROOKIE）※単体ベスト
- 地方の少子化対策部署 媚薬キメセク 妊娠係に左遷されて子作りを強要された美人キャリアウーマン 月乃ルナ（10月18日、本中）
- 令嬢監禁調教 囚われの肉玩具 月乃ルナ（11月1日、アタッカーズ）
- お前がイッたら中出しするからな!! 借金背負った愛する人を守るために妊娠ゲームに参加させられた婚約者… 月乃ルナ（11月22日、本中）
- 貴婦人と犬 お見合い結婚させられた高貴な女性とM男 真昼間からホテル密会で3P中出し不倫しまくった。 月乃ルナ（12月20日、本中）[25]

- 僕の妻はどうやら昔、調教されていたらしい。 月乃ルナ（2月7日、アタッカーズ）
- 月乃ルナBEST8時間 MOODYZ出演作品10タイトル30本番50発射!（2月7日、MOODYZ）※単体ベスト
- W女子アナささやき淫語ハーレム メインキャスターを狙う2人が番組プロデューサーの僕を奪い合う逆3P 中出し 月乃ルナ 森日向子（2月21日、本中）
- 新卒入社のボクに仕事を教えてくれた月乃さんは裏で風俗をしていた事がバレて部長たちの性処理玩具に堕ちてしまった。 月乃ルナ（3月7日、アタッカーズ）
- AV男優の本気テクに我慢できずにイッちゃったらデカ尻ペンペンお仕置きバック中出し! 月乃ルナ（3月21日、本中）
- 不倫中で嫌がる妻にねっちょりバック中出し 月乃ルナ（4月25日、本中）
- 月乃ルナ本中 2nd BEST（5月23日、本中）※単体ベスト
- 親の再婚でできたギャル姉（派手・冷たい・エロイ）と子供部屋が相部屋に! ツンデレ痴女に毎日調教され続けた僕… 月乃ルナ（7月18日、kira☆kira）
- 無自覚なデカ尻妻の透けパン誘惑を不倫OKサインだと勘違いした隣人の僕は、肉尻揺らす暴走ピストンで何度も中出しした件。 月乃ルナ（8月1日、MOODYZ）
- 俺をムショ送りにした君へ媚薬と溜まりまくったザーメンを届けに行くね 美ボディOL復讐レイプドキュメント 月乃ルナ（8月1日、Fitch）
- 夫と離婚して帰郷した日、10年ぶりに地元で再会した元カノと… 離婚帰郷レズビアン 月乃ルナ 咲野瑞希（8月8日、ビビアン）
- ドスケベ愛人二人の奪い合い中出し不倫。ジェラシー淫語と暴走杭打ち騎乗位で朝まで射精され続けたボク… 松本いちか 月乃ルナ（8月22日、痴女ヘブン）

- 性欲処理専門セックス外来医院22 ‘Wワーカー保育士ナース’月乃さんのまごころ性交治療に密着 園のこどもたちにも、異常性欲者にも真正面から向き合いたい！ 月乃ルナ（4月11日、SODクリエイト）
- SNSで大炎上！？ ファンにおっぱいを揉まれた金髪美人DJのセックス動画がヤバすぎて問題になっています。 月乃ルナ（4月11日、SODクリエイト）
- 突然の豪雨でズブ濡れ… 帰れなくなった愛しの幼なじみ 月乃ルナ（5月5日、プラネットプラス）

- MOODYZ創立25周年記念 MOODYZふたなり航空へようこそ！ バリキャリ美人CAが射精快楽で理性崩壊チ○ポイキしまくり発情ドスケベフライト（9月16日、ムーディーズ）

### アダルトVR
- エモいVR 傷だらけのルナ 月乃ルナ（10月20日、ちんちんVR）

- チョット愛が重い彼女に浮気を疑われてエロ全開濃厚メンヘラSEX 月乃ルナ（1月17日、KMPVR）
- お姉ちゃんとえっちしよ? ～敏感乳首姉の相互乳首責め～月乃ルナ（1月22日、CASANOVA）
- HQ 劇的超高画質 色気ムンムン痴女先生 静かな図書室で囁き淫語責め & バレないように声我慢SEX 月乃ルナ（3月5日、ブイワンVR）
- テレワーク不倫VR 自宅に購入したプライバシーテントの中で妻がいるのに部下を呼び出して白昼密室不倫体験!! 月乃ルナ（3月9日、ワンズファクトリー）
- 【新基準】ほぼノーカット! 新感覚ハサミ撃ち逆3P! 清楚系ビッチ？地雷系痴女? どっちがタイプ? 【ねっちょり復活フェラ】と【スパイダー騎乗位】のテレコ攻撃でチ●コ不能になるまでイカされ続けた新歓コンパの3次会 志恩まこ 月乃ルナ（3月11日、kawaii*）
- ＃オナ電 ～電話しながら興奮してオナニーしてる女子を盗撮したVR 2～（3月19日、CASANOVA）
- こんなに気持ちのイイ接吻…感じてしまうに決まってる。 時間を惜しむように唇を欲してしまうベロチュウClub 月乃ルナ（3月25日、KMPVR-彩-）
- 地雷系女子VRスペシャル  ～メンヘラ女は好きですか?～（4月22日、KMPVR）
- 天井特化アングルVR ～LOVE LOVE同棲性活～ 月乃ルナ（5月17日、KMPVR）
- 「犯されて… また犯される。」悲劇のダブルレ○プストーリーVR 連れ込みレ○プを客観アングルで覗いた後は、ボクの家に助けを求めてきた女を追撃レ○プ!! 興奮のバーチャル追姦リアリティ!! 月乃ルナ（5月26日、MOODYZ）
- 私の普段のフェラを見て下さい（6月1日、KMPVR）
- 天井特化アングル 痴女の顔舐め天国（6月8日、KMPVR）
- 私のベロでシコって下さい（6月17日、KMPVR）
- 女性向け風俗のキャストになれるVR 追加料金払うのでナマでしてくれませんか? 女性向け風俗マッサージコースで終了なはずの美人客から裏オプ本番のお願いをされてラッキー中出し 月乃ルナ（6月23日、本中）
- 滲む愛液! 競泳水着で全力オナニーVR（6月30日、KMPVR）
- 女性器の10倍気持ちのイイ亀頭神経を日常的に犯されているボク 月乃ルナ（7月5日、KMPVR）
- キメセク調教済み! 中出しオネダリ美少女いいなり媚薬援交 月乃ルナ（7月14日、KMPVR）
- ヨガり顔を近距離視姦! 吐息に悶える! 地面特化イカセVR（7月15日、KMPVR）
- HQ 劇的超高画質 脅迫! 教育実習生 恥辱SEX 教頭とラブホに行く実習生を生徒が性裁「そんな… 教育委員会に言うのだけは許して…」 月乃ルナ（7月16日、ブイワンVR）
- あなたの顔面、涎まみれにしていいですか? -顔面愛撫VR-（7月17日、KMPVR）
- 特化VR ～イキ我慢顔・イキ顔～（7月21日、KMPVR）
- 鬼寄り彼女 月乃ルナ（7月27日、KMPVR）
- 見つめられ、囁かれながら、ナメ尽くされ何度も発射させられる絶対的痴女Play 月乃ルナ（8月6日、KMPVR）
- あなたのナマ女体をじっくり観察させてください。（8月13日、KMPVR）
- 敬語淫語×唾液口移し & 顔舐めVR -言葉と唾液、Wの衝撃-（9月18日、KMPVR）
- 不法侵入犯はクラスメイト!? るなちゃんの狂気と性欲に満ちた放課後 月乃ルナ（9月20日、KMPVR）
- ぐっちょり、ねっちょり、脳みそトロけてしまうルナ先生の淫語キスVR 耳と舌を集中刺激囁き接吻シャワー 月乃ルナ（10月8日、痴女ヘブン）
- 繊細な舌の動きで脳裏まで犯す 舐めじゃくり痴女性感 月乃ルナ（10月21日、KMPVR-bibi-）
- 美人ヨガインストラクターのムチムチ美尻誘惑に我慢できず… スレンダー美女のプリッと突き出たエロ尻曲線美がたまらん! 顔を埋めたくなるような巨尻ヨガレッスンで没入感MAX! 豊満ヒップでたっぷり精子搾り取られちゃった僕 月乃ルナ（11月12日、痴女ヘブン）
- 【顔面特化VR】「私だけずっと見ててよ… 私はずっと見てるよ」没入感度外視! メデューサの眼差しアングル メンヘラ彼女との顔面ディスタンス極近エッチッチ 月乃ルナ（11月17日、kawaii*）
- 同居する5歳年上のエロ過ぎる姉が親にナイショで毎晩ボクを痴女り犯します 月乃ルナ（11月21日、KMPVR）

- 仰天極上アングル フェイシャルエステ 柔らかい舌でスミズミまで舐め回し! オッパイを押し付け挟み込み血行促進! 極上の密着顔騎で夢心地! 超高級マッサージサロンのフェイシャルエステ（1月19日、P-BOX VR）
- フェチアングル美少女オナニー 下から見るか? 上から見るか? 仰天極上アングルと絶頂天下アングルで見るVRオナニー 競泳水着編（3月9日、P-BOX VR）
- 「先生が… エッチの練習台になってあげよっか?」 彼女ができて嫉妬に燃え上がるルナ先生のセックス中毒にさせる童貞筆おろし沼 月乃ルナ（3月10日、kawaii*）
- 淫語 × ノーモザイクディルドフェラ（5月16日、KMPVR）
- 女子校生 × Tバックデカ尻顔騎VR（5月21日、KMPVR）
- 黒パンスト × パンツ × 美脚 たっぷり足で擦られ大量射精VR（7月8日、KMPVR）
- 何度も濃厚キス手コキ射精VR（7月9日、KMPVR）

- 【VR】【フリースタイルVR】同棲を解消して出ていく押しに弱い元カノに泣きの一回SEXを頼んだ僕 ルナ（3月12日、unfinished）

- 【VR】【8K】酔っぱらって記憶がないが昨日、この子とセックスしたらしい…素性が分からないスレンダー娘（メンヘラ）に勢いで結婚の話をしたらしく早速、子作りセックスを求められるボク 月乃ルナ（1月30日、SODクリエイト）

### 写真集
2018年
- 天使集（11月8日、書苑新社）オムニバス

2019年
- 月の魔法（6月19日、書苑新社）

### 音楽
- Night Breeze（2018年2月14日、各配信サイト）
  - JC + The Mechanicsメンバーとして参加（ボーカル担当）

## 出演

### ウェブラジオ
- しずる村上のWALK THIS 麺（2024年10月27日、AuDee）[26]

### ウェブバラエティー
- デスキスゲーム（2025年9月9日配信予定、Netflix）[27]

### 音楽イベント
- 月で逢いましょう vol.91 ニューカマースペシャル（2024年4月16日、東京・三軒茶屋グレープフルーツムーン）[14]